# August Bertheau
Ernst August Bertheau (* 10. August 1799 in Hamburg; † 31. Mai 1881 in Potsdam) war ein deutscher Tabak- und Zigarrenfabrikant sowie Stadtverordneter in Potsdam. Er wurde 1878 Ehrenbürger der Königlichen Residenzstadt.

## Leben
Er wurde als Sohn von Henry Auguste Bertheau (1773–1831), einem Hamburger Weingroßhändler, und seiner (ersten) Ehefrau Catharina Sophie, geb. Timmermann, (1775–1805) geboren. Sein Vater wirkte zugleich als Bevollmächtigter der Hamburger Versorgungs-Tontine und des Hamburger Leibrentenvereins. Die Vorfahren waren protestantische Hugenotten. Das Bürgerrecht der Hansestadt konnte erst A. Bertheaus Großvater François Diedrich Bertheau (1734–1826) erwerben. Dieser war ein Enkel des 1685 aus Frankreich nach Deutschland eingewanderten Anhängers der reformierten Kirche Samuel Bertheau († 1716).

### Tabakhändler und -fabrikant
Bertheau fand als junger Mann seine zweite Heimat in Potsdam. In den Jahren 1826 bis 1865 führte Bertheau eine Tabakfabrikation, in der vor allem ein umfangreiches Sortiment an Zigarren hergestellt wurde, und er handelte mit Tabak und Zigarren. Die Zigarren- und Tabakfabrik von August Bertheau wurde über die Residenzstadt Potsdam hinaus so bekannt, dass nach seinem Ausscheiden die Firmenbezeichnung „Bertheau, Aug., Nachfolger, Potsdam“ gewählt wurde und die Tabakfabrik erfolgreich weitergeführt werden konnte. Beispielsweise wurden im Jahre 1871 von dieser Firma 1512 Zentner Rohtabak zu Zigarren und Tabak von 180 Mitarbeitenden verarbeitet. An der Wiener Weltausstellung 1873 beteiligte sich „Bertheau, Aug., Nachfolger“, Potsdam, mit einem großen Sortiment an Zigarren. Die Tabakfabrik „Bertheau, Aug., Nachfolger“ wurde noch in den 1880er Jahren vom Inhaber Hermann Cavallery geführt, der die Firma 1873 auf der Weltausstellung in Wien vertreten hatte.

### Stadtrat in Potsdam
Bertheau wirkte ab 1865 in seinem Status als Rentier weiterhin als Stadtverordneter in Potsdam. Er gehörte mehrere Jahrzehnte dem Stadtverordneten-Kollegium an, als er in seinem 80. Lebensjahr mit der Würde eines Ehrenbürgers von Potsdam ausgezeichnet wurde.

### Familienstand
Er war mit Henriette Bertheau (* 25. Januar 1814 in Itzehoe), geborene Eccarius, verheiratet.
Der deutsche evangelische Theologe Carl Bertheau (1806–1886) war sein Halbbruder wie auch der deutsche Orientalist und Exeget Ernst Bertheau (1812–1888). Eine Halbschwester von August Bertheau war Caroline Fliedner, geborene Bertheau (1811–1892), ab 1843 zweite Ehefrau von Theodor Fliedner und zweite Vorsteherin der 1836 gegründeten Diakonissenanstalt Kaiserswerth in einem Stadtteil von Düsseldorf.